# Gallotia simonyi simonyi
El lagarto gigante del Roque Chico del Salmor (Gallotia simonyi simonyi) es una subespecie de lagarto extinto propio de la isla de El Hierro (Islas Canarias, España).
Esta subespecie estaba presente en el Roque Chico de Salmor al noroeste de la Isla de El Hierro y a unos cientos de metros de su costa (municipio de Valverde). En torno al año 1935 tras las continuas visitas de colectores y traficantes de animales,  desapareció de la zona por lo que se dio por extinguida la subespecie del Roque Chico de Salmor y con ella se suponía que desaparecía la especie, ya que no se conoció hasta 1974 la existencia de una población relictica de la otra subespecie Gallotia simonyi machadoi o lagarto gigante del Hierro en el risco de Tibataje, en la costa de El Hierro.

## Reintroducción
Desde 1986 se está llevando a cabo un plan de cría en cautividad de la subespecie machadoi en el que han nacido varios cientos de individuos. Parte de estos lagartos se han destinado a realizar algunas reintroducciones experimentales en tres puntos del área primitiva de distribución de la especie. La primera de estas reintroducciones se llevaron a cabo en febrero de 1999 en el lugar donde habitaba la subespecie extinta Gallotia simonyi simonyi (Roque Chico de Salmor) donde se liberaron 37 individuos subadultos. En la actualidad esta población está plenamente estabilizada, con índices de mortalidad muy bajos, tasas elevadas de crecimiento y evidencias de reproducción.